# Hôtel de ville de Saint-Maur-des-Fossés
L'hôtel de ville de Saint-Maur-des-Fossés est un édifice administratif de la fin du XIXe siècle situé à Saint-Maur-des-Fossés, en France. Il est recensé à l'Inventaire général du patrimoine culturel.

## Situation et accès
L'édifice est situé sur la place Charles-de-Gaulle, entre les avenues Émile-Zola (à l'ouest), Victor-Hugo (au nord), de la République (à l'est) et Diderot (au sud), dans le centre de Saint-Maur-des-Fossés. Plus largement, il se trouve dans le département du Val-de-Marne, en région Île-de-France.

## Histoire
À la suite d'un concours d'architecture, un hôtel de ville est édifié selon les plans de l'architecte Ratouin. De bâtiment couvre alors une surface de 450 mètres carrés. L'augmentation de la population pousse à un besoin d'agrandissement, ce qui se fait sous l'égide du maire Auguste Marin qui impose la « conservation du caractère initial du bâtiment ». Un concours est ainsi lancé en 1930, remporté par le projet de l'architecte Lucien Graf. Malgré un gros œuvre terminé à la déclaration de guerre de 1939, les aménagements sont mis en attente jusqu'à l'achèvement des travaux en 1948. En 1992, les cours intérieures sont couvertes de verrière et aménagées en salons d'honneur.

## Statut patrimonial et juridique
Le bâtiment fait l'objet d'un recensement dans l'Inventaire général du patrimoine culturel, en tant que propriété publique. L'enquête ou le dernier récolement est effectué en 1986.